# William Mensah
William Mensah, né le 2 août 1995, à Paris, en France, est un joueur français de basket-ball. Il évolue au poste de meneur.

## Palmarès
- Vainqueur de l'EuroChallenge 2014-2015
- Coupe de France 2014